# Diplôme d'État de l'école nationale supérieure des arts décoratifs
Le diplôme d'état de l'école nationale supérieure des arts décoratifs, est un diplôme qui sanctionne un cursus de cinq ans. Il est délivré par le directeur au nom de l'État. Ce diplôme est certifié niveau 1. 

## Options
Il existe dix options pour ce diplôme :
- Architecture intérieur
- Cinéma d'animation
- Art espace
- Design graphique/ multimédia
- Design d'objet
- Design textile et matière
- Design vêtements
- Images imprimé
- Photo/vidéos
- Scénographie